# IC 284
IC 284 est une galaxie spirale magellanique située dans la constellation de Persée. Sa vitesse par rapport au fond diffus cosmologique est de (2550 ± 13) km/s, ce qui correspond à une distance de Hubble de 37,6 ± 2,6 Mpc (∼123 millions d'al). IC 284 a été découverte par l'astronome américain Lewis Swift en 1888.
La classe de luminosité d'IC 284 est IV-V et elle présente une large raie HI.
À ce jour, quatre mesures non basées sur le décalage vers le rouge (redshift) donnent une distance de 25,450 ± 8,918 Mpc (∼83 millions d'al), ce qui est tout juste à l'extérieur des valeurs de la distance de Hubble.

## Groupe de NGC 1174
IC 284 fait partie d'un trio de galaxies, le groupe de NGC 1174. L'autre galaxie du trio est NGC 1171. (NGC 1174 est désigné comme étant NGC 1186 dans l'article de Garcia).
La galaxie visible sur le côté ouest d'IC 284 est PGC 11646. La distance et le décalage vers le rouge de cette galaxie ne sont pas indiqués dans les bases de données. Il s'agit probablement d'une galaxie lointaine qui n'est pas en interaction avec IC 284. Ces deux galaxies formeraient donc un double optique.